# Bryan Machado
Bryan Machado, vollständiger Name Bryan Aquilino Machado Ferreira, (* 8. Februar 1993) ist ein uruguayischer Fußballspieler.

## Verein
Der 1,77 Meter große Offensivakteur Machado stand mindestens in der Apertura 2009 im Erstligakader Nacional Montevideos. In jener Halbserie ist die Quellenlage zu seinen Einsätzen nicht einheitlich. Während einerseits ein Startelfeinsatz und drei Spiele in der Primera División, in denen er als Einwechselspieler zum Zuge kam, verzeichnet sind, führen andere Quellen davon abweichende statistische Werte. Dort wird von lediglich einem Einsatz in der Apertura ausgegangen, bzw. er wird mit lediglich fünf Minuten Spielzeit als derjenige Spieler benannt, der mit der geringsten Einsatzzeit zum Gewinn der Apertura 2009 beitrug. Auch lief Machado in drei Begegnungen der Liguilla Pre-Libertadores auf. Dort feierte er als 16-Jähriger im Juli 2009 bei der 2:4-Niederlage gegen River Plate auch sein Debüt in Nacionals Erster Mannschaft, als er in der 79. Minute für Mauricio Pereyra eingewechselt wurde. Ein Torerfolg gelang ihm weder in der Primera División noch in der Liguilla. Im Dezember 2009 trug er im entscheidenden Spiel um den Landesmeistertitel der Cuarta División (U-19) gegen die Wanderers mit einem Tor zum 3:0-Erfolg Nacionals und somit zum Titelgewinn bei. Im März 2013 schloss er sich dem Ligakonkurrenten Racing an. Dort griff der Trainer allerdings in der Liga nicht auf seine Dienste zurück. Im September 2013 wechselte er zum Zweitligisten Canadian Soccer Club. Bei dem in Montevideo beheimateten Klub lief er in der Saison 2013/14 achtmal (kein Tor) in der Segunda División auf. In der Spielzeit 2014/15 und darüber hinaus sind bislang (Stand: 9. August 2016) keine weiteren Einsätze für ihn verzeichnet.